# Josip Balatinac
Josip Balatinac (Kneževo, 7. ožujka 1979.), hrvatski nogometaš.
Nogometom se počeo baviti igrajući za kadete Osijeka. U klubu je ostao dugo vremena, sve do svoje 27. godine. U međuvremenu je ponio i kapetansku vrpcu kluba, te skupio 5 utakmica za U-19 reprezentaciju, i 8 za reprezentaciju U-21. 1999. je nastupio na Svjetskom prvenstvu za reprezentacije ispod 19 godina, gdje je Hrvatska s Balatincem kao standardnim igračem ispala u 1/4 finalu od Brazila, a 2006. je odigrao poluvrijeme na Carlsberg Cupu u Hong Kongu, u porazu od Južne Koreje (0:2). 
Za vrijeme tog kupa na Dalekom Istoku cilj mu je bio pobuditi zanimanje nekog japanskog ili korejskog kluba, međutim, službenu ponudu nikada nije dobio. Za to vrijeme tražio ga je i splitski Hajduk, a produljenje ugovora nudio matični Osijek. Iako je on inzistirao na odlasku, s tim da je preferirao inozemstvo, nije napustio Osijek, ali niti produžio ugovor koji mu je istjecao na kraju tekuće sezone. Razočarana uprava osječkog kluba izbacila ga je iz prve momčadi i cijelo proljeće sezone 2005./06. proveo je trenirajući odvojeno od ostatka kluba. 
Na ljeto, po isteku ugovora, napustio je klub, te otišao u Austriju, u tamošnji Pasching. No, zadržao se tek par dana, pa napustio klub. Prema njegovim riječima vodstvo kluba se nakon njegova dolaska u klub ponašalo krajnje neprofesionalno što se tiče brige o smještaju igrača. 
Cijelo to vrijeme tražio ga je i dalje klub podno Marjana, a na konačnici je i potpisao dvogodišnji ugovor s Hajdukom. Naredne polusezone nije se pokazao kao veliko pojačanje, iako se ustalio među prvih 11, zabilježivši 16 od 18 utakmica. Prva dva pogotka u Hajdukovu dresu postigao je na Poljudu protiv Varteksa u pobijedi 3:1. No, i tamo se bunio radi nepoštivanja isplate novca za dolazak u klub. Oba puta je to bilo nakon derbija s Dinamom, prvo se dogovorio s klubom, no, sljedeći je put odbio trenirati i napustio momčad (što je mogao prema klauzuli u ugovoru) na što je kažnjen s 20.000 €. Igračem Hajduka vodio se do pred kraj studenog, oko 9 mjeseci nakon što je napustio momčad, dok mu tada sud nije prihvatio tužbu i obvezao Hajduk da mu isplati 127000 kuna duga. To je vrijeme trenirao je samostalno i čekao rasplet ovog slučaja da bi mogao pronaći novi klub.
Sredinom siječnja 2008. potpisuje za vodeću momčad druge lige Hrvatskog dragovoljca, no već nakon 6 utakmica biva otpisan te odlazi iz kluba. Sredinom kolovoza 2008. prelazi u trećeligašku momčad NK Baranja Belje. 
Statistika u Hajduku
| Natjecanje        | Nastupi | Zgoditci |
| ----------------- | ------- | -------- |
| Prvenstvo         | 16      | 3        |
| Kup               | 2       | 0        |
| Superkup          | 0       | 0        |
| Međunarodne       | 0       | 0        |
| Splitski podsavez | 0       | 0        |
| Ukupno            | 18      | 3        |
| Prijateljske      | 7       | 1        |
| Sveukupno         | 25      | 4        |

Prvi službeni natup ima 29. srpnja 2006. protiv Međimurja u Čakovcu (početni sastav) koju je Hajduk dobio pogocima Jelavića i Bušića s 0:2 (Bušić je ušao kao zamjena Jelaviću). Svoja tri zgoditka postigao je u sezoni 2006./07. Od toga dva je dao Varteksu u Splitu 16. rujna 2006. (završilo je s 3:1 za Hajduk;  treći je dao Bartolović). Treći gol dao je Šibeniku 14. listopada 2006. u Šibeniku (završilo s 1:2 za hajduk; pobjednički gol dao je Musa)

## Vanjske poveznice
- Nogometni-magazin: statistika